# Larry King
Larry King, ursprungligen Lawrence Harvey Zeiger, född 19 november 1933 i Brooklyn i New York, död 23 januari 2021 i Los Angeles, var en amerikansk programledare i TV och radio.
King gjorde under sin karriär över 50 000 intervjuer, bland annat med samtliga presidenter sedan Gerald Ford, de flesta i sitt eget intervjuprogram Larry King Live som sändes av CNN mellan 1985 och 2010. I juni 2010 meddelade King att han hade för avsikt att lägga ner sin talkshow. Anledningen var att han ville tillbringa mer tid med sin familj. King ledde sedan Larry King Now från 2012 till 2020, som bland annat sändes på Hulu. 
Larry King arbetade för den ryska tv-kanalen RT där han ledde två shower: PolitiKing och Larry King Now.
King smittades av covid-19 i januari 2021, och avled den 23 januari samma år.

## Filmografi i urval
Vanligen cameoroller som sig själv

- 1984 – Ghostbusters - Spökligan
- 1990 – Exorcisten III
- 1990–1996 – Murphy Brown (TV-serie)
- 1991–1994 – Simpsons (TV-serie) (röst)
- 1993 – Dave
- 1996 – Long Kiss Goodnight
- 1997 – Spin City (TV-serie)
- 1997 – Kontakt
- 1997 – Schakalen
- 1997 – Frasier (TV-serie)
- 1998 – Spelets regler
- 1998 – Enemy of the State
- 2000 – The Kid
- 2001 – America's Sweethearts
- 2002 – Advokaterna (TV-serie)
- 2004 – Shrek 2 (röst)
- 2004 – The Stepford Wives
- 2005 – Boston Legal (TV-serie)
- 2007 – Shrek den tredje (röst)
- 2007 – The Closer (TV-serie)
- 2007 – Bee Movie (röst)
- 2010 – Shrek - Nu och för alltid (röst)
- 2016 – American Crime Story (TV-serie)